# Romerija
Romerija  (kod Karavle remerija; lat. Roemeria), biljni rod iz porodice makovki rasprostranjen po Mediteranu (isključujući Sardiniju, Siciliju i Maltu), Krim, Sjeverni Kavkaz, Zapadna i Srednja Azija do Afganistana. Često je uključen u Papaver s. lat.
Sastoji se od 16 vrsta jednogodišnjeg bilja, od kojih jedna raste i u Hrvatskoj, to je ljekovita vrsta križana romerija, Roemeria hybrida.

## Vrste
1. Roemeria apula (Ten.) Banfi, Bartolucci, J.-M.Tison & Galasso
2. Roemeria argemone (L.) C.Morales, R.Mend. & Romero García
3. Roemeria armenii (M.V.Agab.) Banfi, Bartolucci, J.-M.Tison & Galasso
4. Roemeria carica A.Baytop
5. Roemeria davisii (Kadereit) Banfi, Bartolucci, J.-M.Tison & Galasso
6. Roemeria hybrida (L.) DC.
7. Roemeria macrostigma Bien. ex Fedde
8. Roemeria meiklei (Kadereit) Banfi, Bartolucci, J.-M.Tison & Galasso
9. Roemeria minor (Boivin) Banfi, Bartolucci, J.-M.Tison & Galasso
10. Roemeria nigrotincta (Fedde) Banfi, Bartolucci, J.-M.Tison & Galasso
11. Roemeria ocellata (Woronow) Banfi, Bartolucci, J.-M.Tison & Galasso
12. Roemeria pavonina (Schrenk) Banfi, Bartolucci, J.-M.Tison & Galasso
13. Roemeria procumbens Aarons. & Oppenh.
14. Roemeria refracta DC.
15. Roemeria sicula (Guss.) Galasso, Banfi, L.Sáez & Bartolucci
16. Roemeria virchowii (Asch. & Sint. ex Boiss.) Banfi, Bartolucci, J.-M.Tison & Galasso